# Hans Tießler
Hans Tießler (ur. 24 maja 1905 w Lauchhammer, zm. 12 grudnia 1951 w Hanowerze) – niemiecki prawnik, w latach 1940−1945 nadburmistrz Katowic.